# Kagome Kagome
Kagome Kagome (かごめかごめ) est un jeu d'enfants japonais. Un enfant est choisi en tant que oni (littéralement « démon » ou « ogre »). Il s'assoit avec les yeux fermés ou couverts pendant que les autres enfants se prennent par la main et marchent autour de lui en chantant la chanson allant avec le jeu. Quand la chanson est finie, le oni dit le nom de la personne derrière lui ; s'il a le nom correct, cette personne devient le oni à son tour.

## Paroles
| kanji                       | Rōmaji                                |
| かごめかごめ 籠の中の鳥は   | Kagome Kagome Kago no naka no Tori wa |
| いついつ出やる 夜明けの晩に | Itsu Itsu deyaru? Yoake no ban ni     |
| 鶴と亀が滑った              | Tsuru to kame ga subetta.             |
| 後ろの正面だあれ。          | Ushiro no shōmen dāre ?               |

Traduction :
Kagome Kagome, l'oiseau dans sa cage,

Quand vas-tu sortir ?

Au soir de l'aube, la grue et la tortue ont glissé.

Qui est derrière vous maintenant ?
Parfois les dernières strophes sont traduites littéralement, ce qui donne :
Aux aubes et aux soirs,

Qui est devant le dos,

Où la grue et la tortue ont glissé et sont tombés ?

## Postérité
Le jeu Kagome Kagome a inspiré une série de manga portant son nom, où Kagome et Kagome sont deux lycéennes qui plus tard feront face avec des fantômes et des oni en compagnie d'un jeune garçon.
La chanson Kagome Kagome est à l'origine d'un thème musical dans le jeu Touhou Eiyashou ~ Imperishable Night. Elle est aussi dans le jeu Corpse Party sur PSP, dans le cinquième et dernier chapitre du jeu lorsqu'un fantôme guide le personnage joueur. On peut également l'entendre dans Robotics;Notes lorsque celle-ci retentit dans le Pokecon de plusieurs personnages.
Ce jeu est également présent dans le manga Inu-Yasha où l'héroïne du nom de Kagome jouait également à ce jeu étant petite, et devinant toujours la personne se trouvant derrière elle.
Une chanson appelée Kagome Kagome est chantée par Hatsune Miku et Megurine Luka (VOCALOID²). Elle raconte l'histoire d'enfants jouant à ce jeu et celui qui perd sera le prochain à être utilisé en tant que cobaye pour créer un élixir de jouvence.